# François Séverin Marceau
Pour les articles homonymes, voir Marceau et Desgraviers.
François Séverin Marceau-Desgraviers, né le 1er mars 1769 à Chartres et mort le 21 septembre 1796 en Allemagne à Altenkirchen dans le land de Rhénanie-Palatinat, est un général français de la Révolution.

## Biographie
François Séverin Marceau est le fils de François Séverin Marceau-Desgraviers, procureur au bailliage de Chartres (1769) puis greffier en chef du bailliage criminel de Chartres (1778), et de sa seconde épouse, Anne Victoire Gaullier. Il est le frère aîné de Louis Augustin Marceau (1778-1839), le beau-frère de Jérôme Guillard (1763-1808) et de Sergent-Marceau (1751-1847) (par le remariage en 1795 de sa demi-sœur, Marie Louise Françoise Suzanne Marceau (1753-1834) connue comme graveur sous les noms d'Émira Marceau-Desgraviers ou Champion de Cernel). Il est l'oncle d'Auguste Marceau.

### Enfance
Le jour même de sa naissance, aussitôt après son baptême célébré en l'église Saint-Saturnin de Chartres, il est placé en nourrice à Luisant auprès de Marie-Anne Aubert, épouse de Claude Houdard, vigneron, et passe son enfance comme un petit paysan, ne voyant que très peu sa famille, hormis l'été quand celle-ci vient vivre au Pavillon à Luisant.

### Un général des armées de la Révolution française
Marceau est destiné par son père au barreau. N'ayant aucune attirance pour le droit, il s’engage à 16 ans dans l’infanterie, le 2 décembre 1785, au régiment d'Angoulême.

#### En service dans l'armée des Ardennes
À la Révolution, il entre dans la garde nationale parisienne le 14 juillet 1789. Il prend part à la prise de la Bastille. En octobre, il est capitaine dans la garde nationale de Chartres. En 1791, il s’engage au 1er bataillon de volontaires d’Eure-et-Loir où il est élu capitaine de la 2e compagnie le 6 novembre. Il est promu adjudant-major le 1er décembre, puis lieutenant-colonel en second le 25 mars 1792.
Il passe à l’armée du Nord et demande à entrer dans les cuirassiers légers de la légion germanique, où il est admis le 4 septembre 1792 avec le grade de lieutenant-colonel.

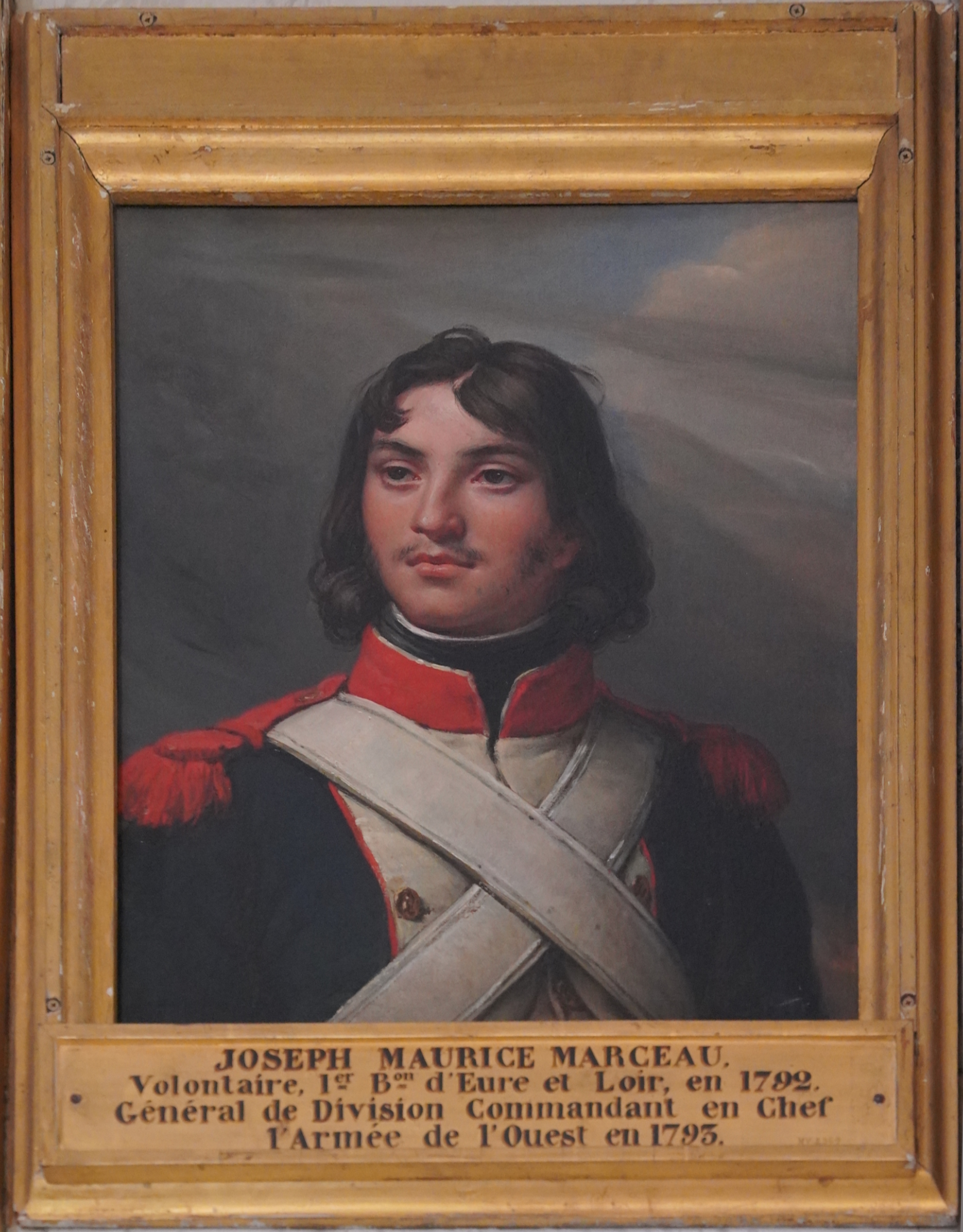
Marceau, volontaire du 1er bataillon d'Eure et Loir, château de Versailles[Note 1].

#### En service dans l'armée de l'Ouest
En 1793, il sert en Vendée dans l’armée de l'Ouest, où il se trouve mis en état d’arrestation avec son chef Westermann, par ordre du représentant Pierre Bourbotte.
Mis en liberté peu de temps après, il est capitaine au 19e chasseurs à cheval le 1er mai 1793 et le 10 juin sauve la vie à ce même Bourbotte qui, entouré d’ennemis pendant la bataille de Saumur, allait succomber lorsque Marceau survient et le délivre. Cette conduite lui vaut le grade de général de brigade le 16 octobre 1793, soit deux mois avant Bonaparte.
Marceau est promu général de division le 10 novembre 1793 à 24 ans. Les représentants en mission restent cependant toujours méfiants à l’égard des généraux Westermann et Kléber.
Devant la nécessité de réunir à terme, l'armée de l’Ouest avec l'armée des Côtes de Brest, ils confient à Marceau, sur la proposition de Kléber, le commandement en chef par intérim de l’armée de l’Ouest le 27 novembre 1793, à la place de Rossignol, et en attendant l’arrivée de Turreau le 30 décembre 1793.
Les 12 et 13 décembre 1793, il remporte la bataille du Mans.

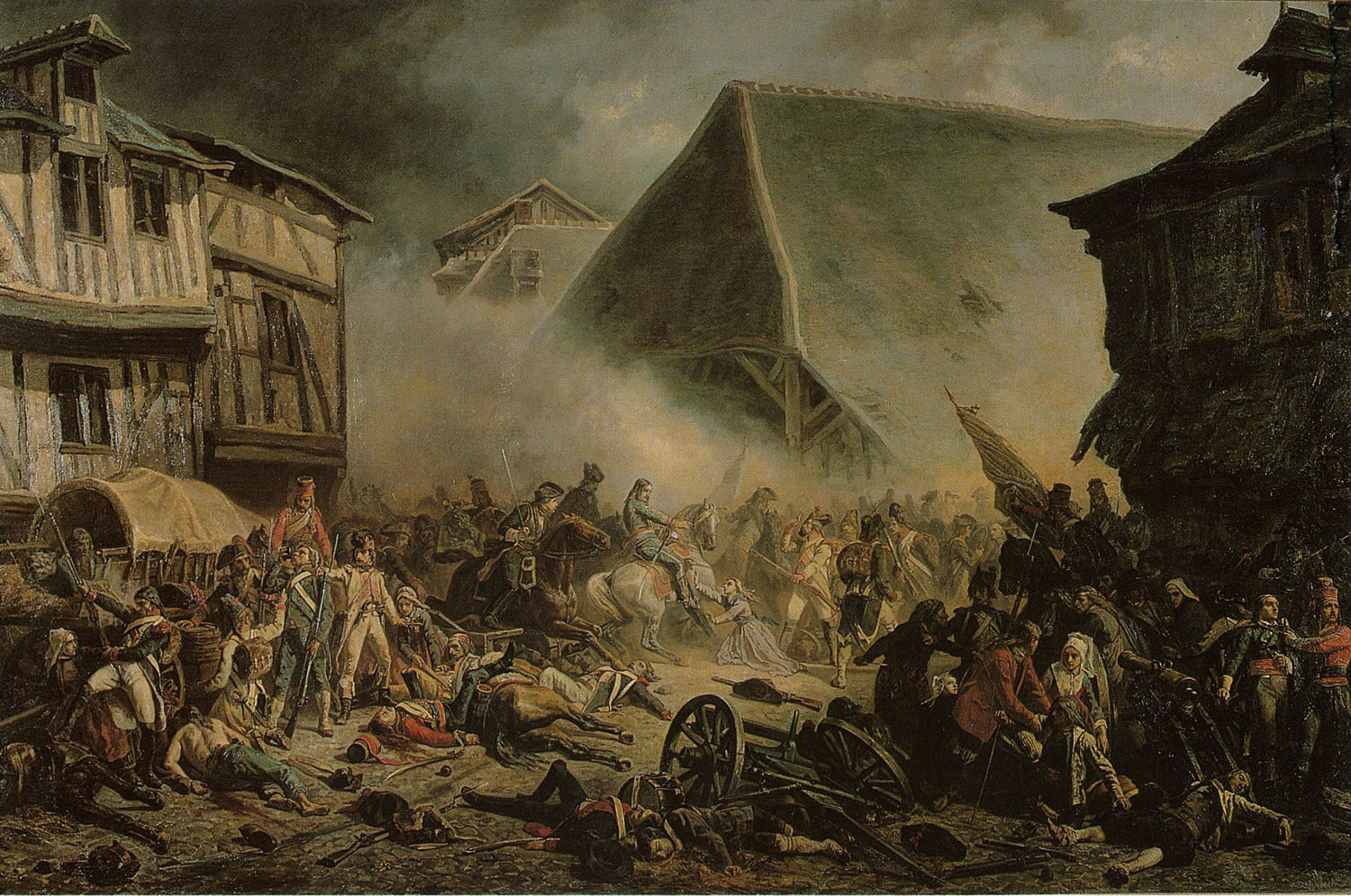
Jean Sorieul, La Bataille du Mans (1852), Le Mans, musée de la Reine Bérengère.
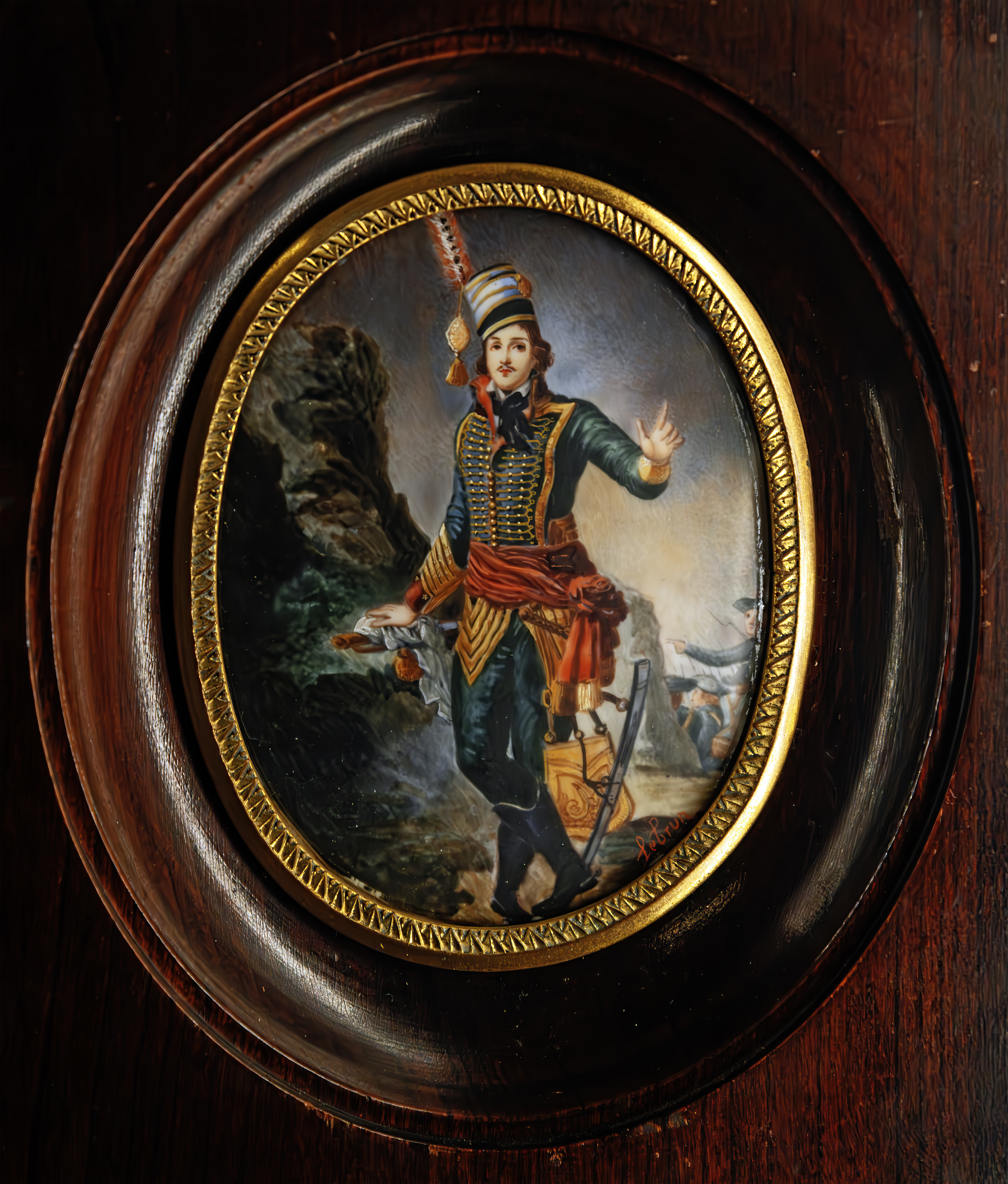
François Séverin Marceau-Desgraviers (1796), par Sergent-Marceau, Venise, musée Correr.
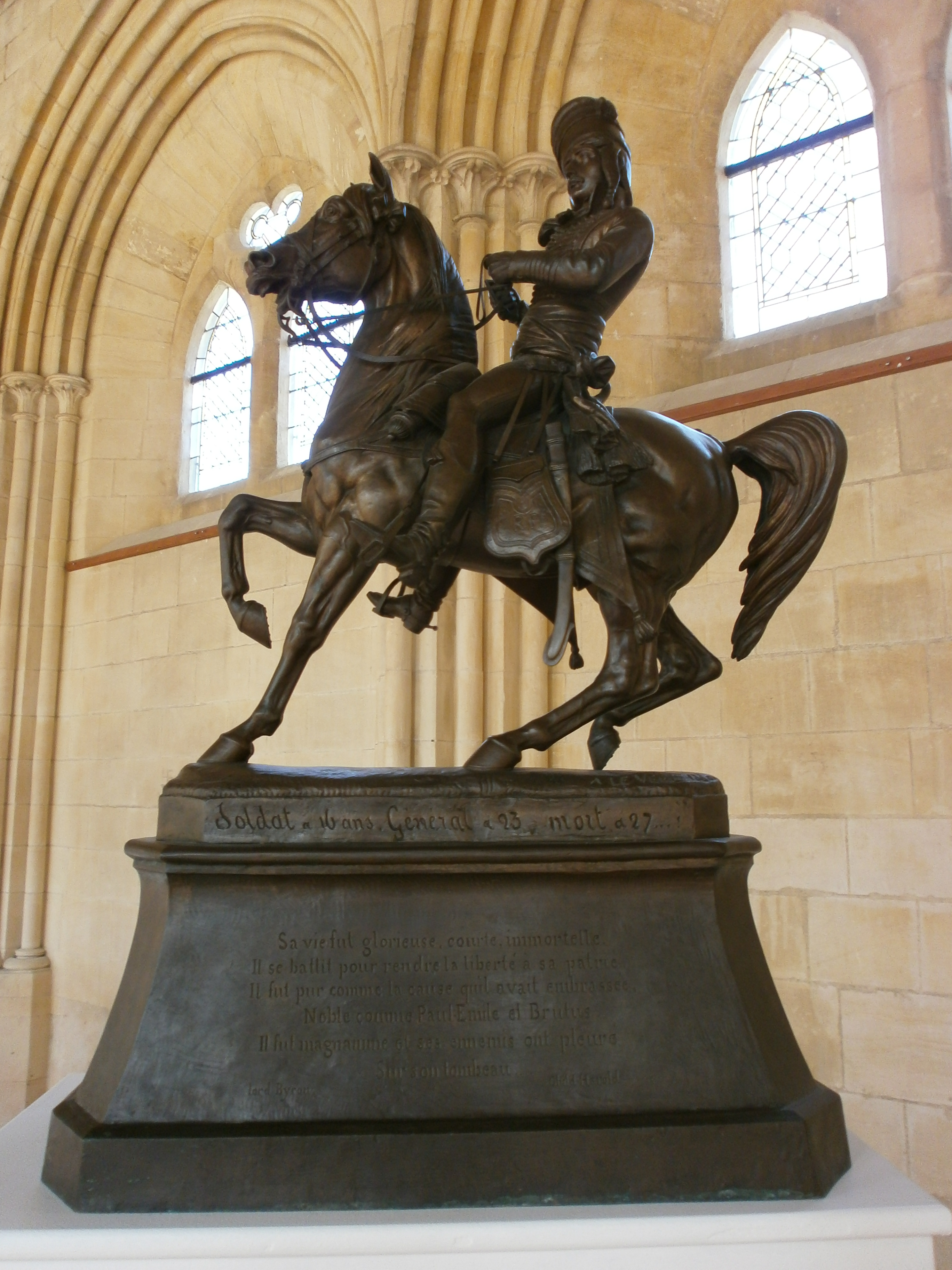
Le Véel, Statue de Marceau, socle reprenant les vers de Byron, Cherbourg-Octeville, musée Thomas-Henry.

#### En service dans l'armée de Sambre-et-Meuse
Muté en 1794 dans l’armée des Ardennes, puis dans l’armée de Sambre-et-Meuse, comme général de division, il y retrouve son camarade et ami Kléber. Il participe aux batailles victorieuses de Fleurus en juin (aile droite), Sprimont en septembre et Aldenhoven en octobre ; il poursuit jusqu’au Rhin, toujours sous les ordres de Jourdan, s’emparant de Cologne le 6 octobre 1794 puis Bonn deux jours plus tard et enfin Coblence — fief des émigrés — le 23 octobre. Après la Belgique, la Rhénanie est occupée.
En septembre 1795, durant la première campagne d’Allemagne, il est chargé par Jourdan de diriger sur la rive droite le siège de la forteresse d'Ehrenbreitstein face à Coblence. Devant les revers de son commandant en chef et l’inaction de Pichegru face aux autrichiens, il lève le siège le 18 octobre 1795 et demeure sur la rive gauche du Rhin. Il remporte d’ultimes combats le 10 novembre (gorges de Stromberg puis Kreuznach) et le 17 décembre (Sulzbach), limitant les gains autrichiens au triangle Mayence, Mannheim et Kaiserslautern et forçant les autrichiens à proposer le 19 décembre un armistice à Jourdan.

#### La mort d'un héros
Forcé de lever le blocus de Mayence qu’il commande depuis juin 1796, il est chargé de couvrir la retraite de l’armée. Durant cette deuxième campagne d’Allemagne, il demeure à la tête de l’arrière-garde de l’armée de Sambre et Meuse dirigée par Jourdan, protégeant les défilés et le passage du Rhin. Il repousse provisoirement en septembre la contre-offensive de l’archiduc Charles qui a battu Jourdan le 24 août à Amberg ; tandis que pour donner le temps à l’armée de passer le défilé d’Altenkirchen le 19 septembre 1796, il arrête la marche du corps ennemi commandé par le général Hotze, il reçoit d’un chasseur tyrolien un coup mortel qui le laisse entre les mains de l'ennemi, dans la forêt d’Höchstenbach.
L’archiduc Charles fait en vain prodiguer au jeune général républicain des secours, mais Marceau succombe. Il est inhumé dans le camp retranché de Coblence au son de l’artillerie des deux armées.

Hommages de la Prusse
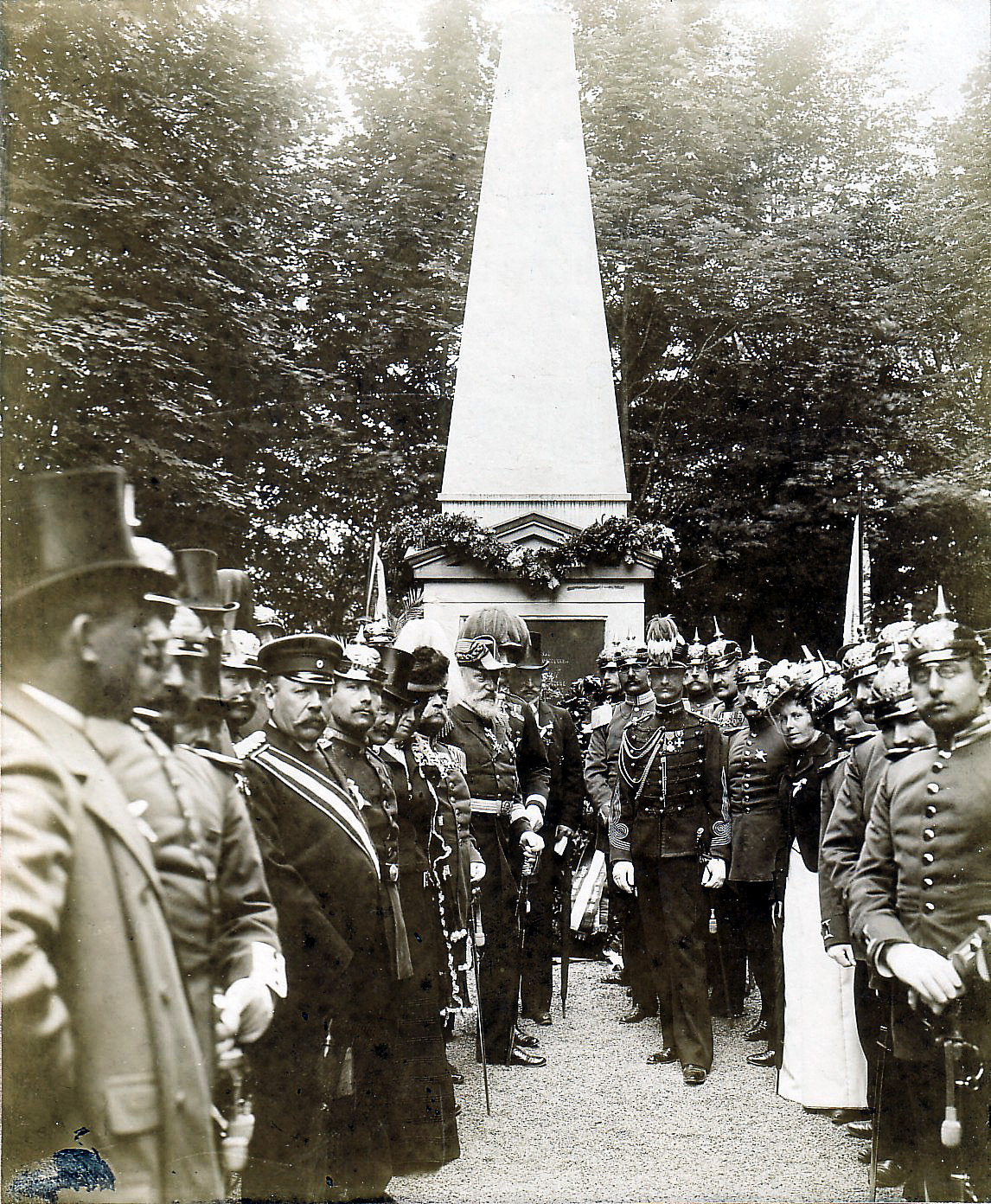
Hommage à Marceau en 1901, Höchstenbach.
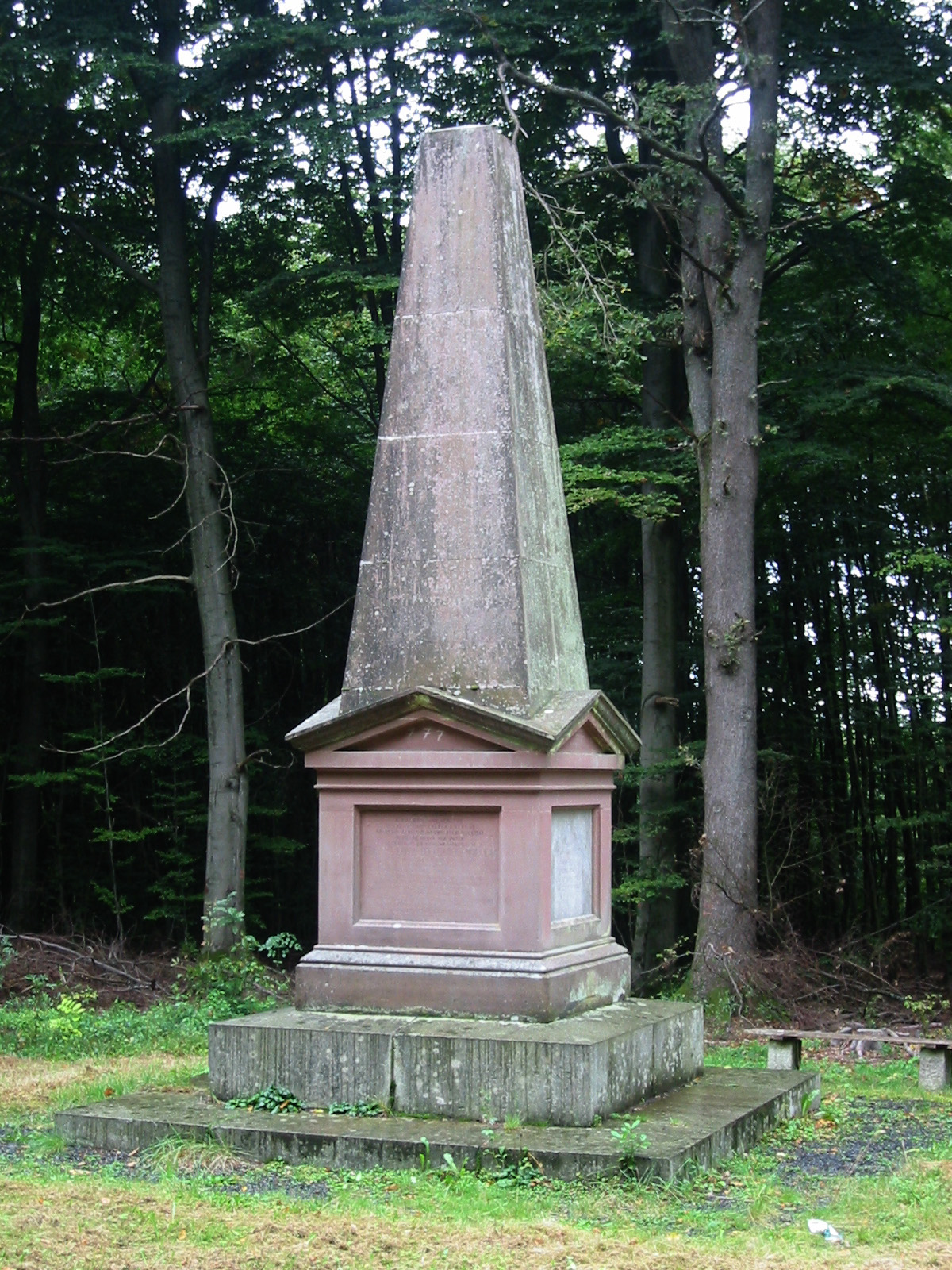
Monument à Marceau, Höchstenbach.
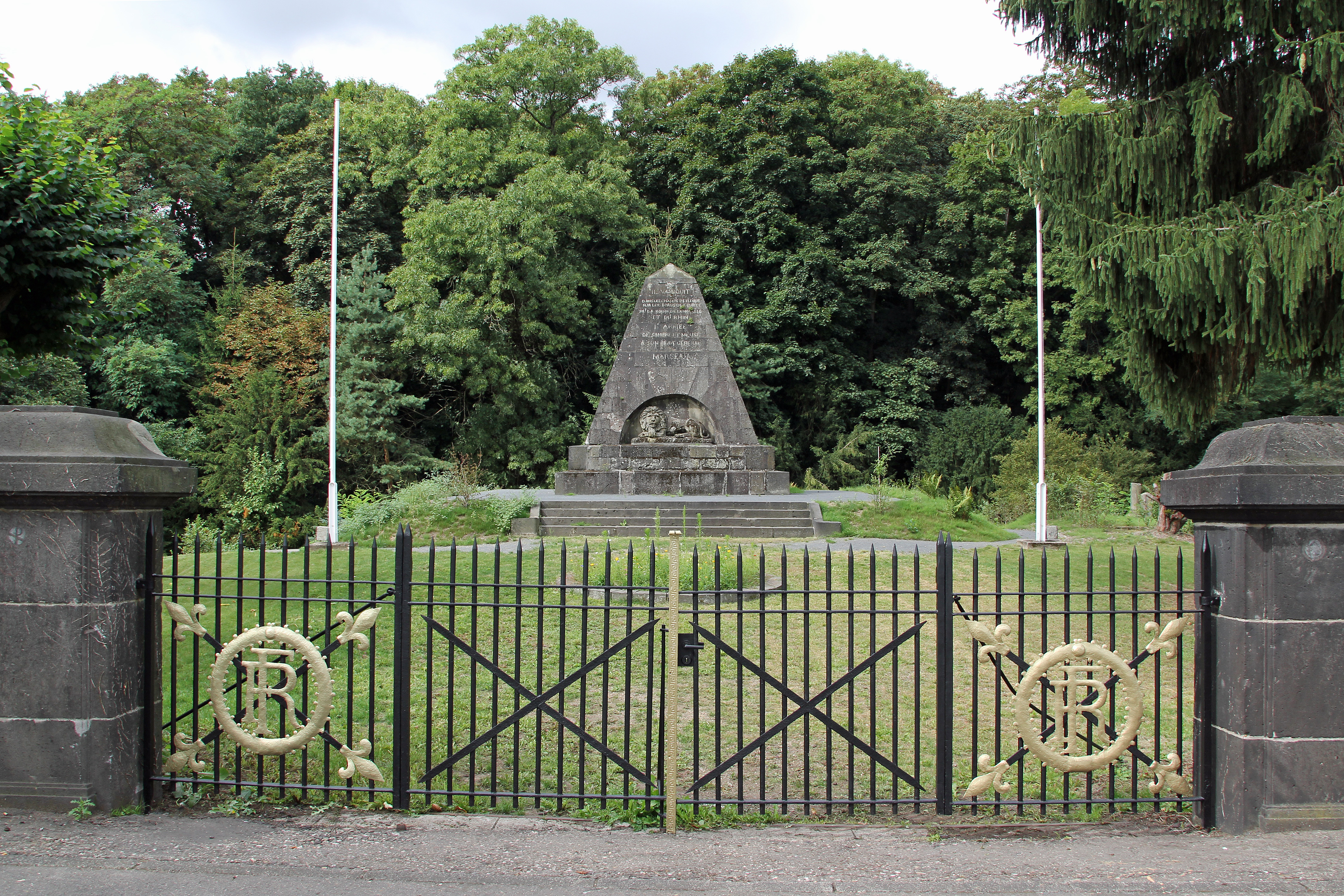
Monument à Marceau, cimetière militaire français de Coblence.
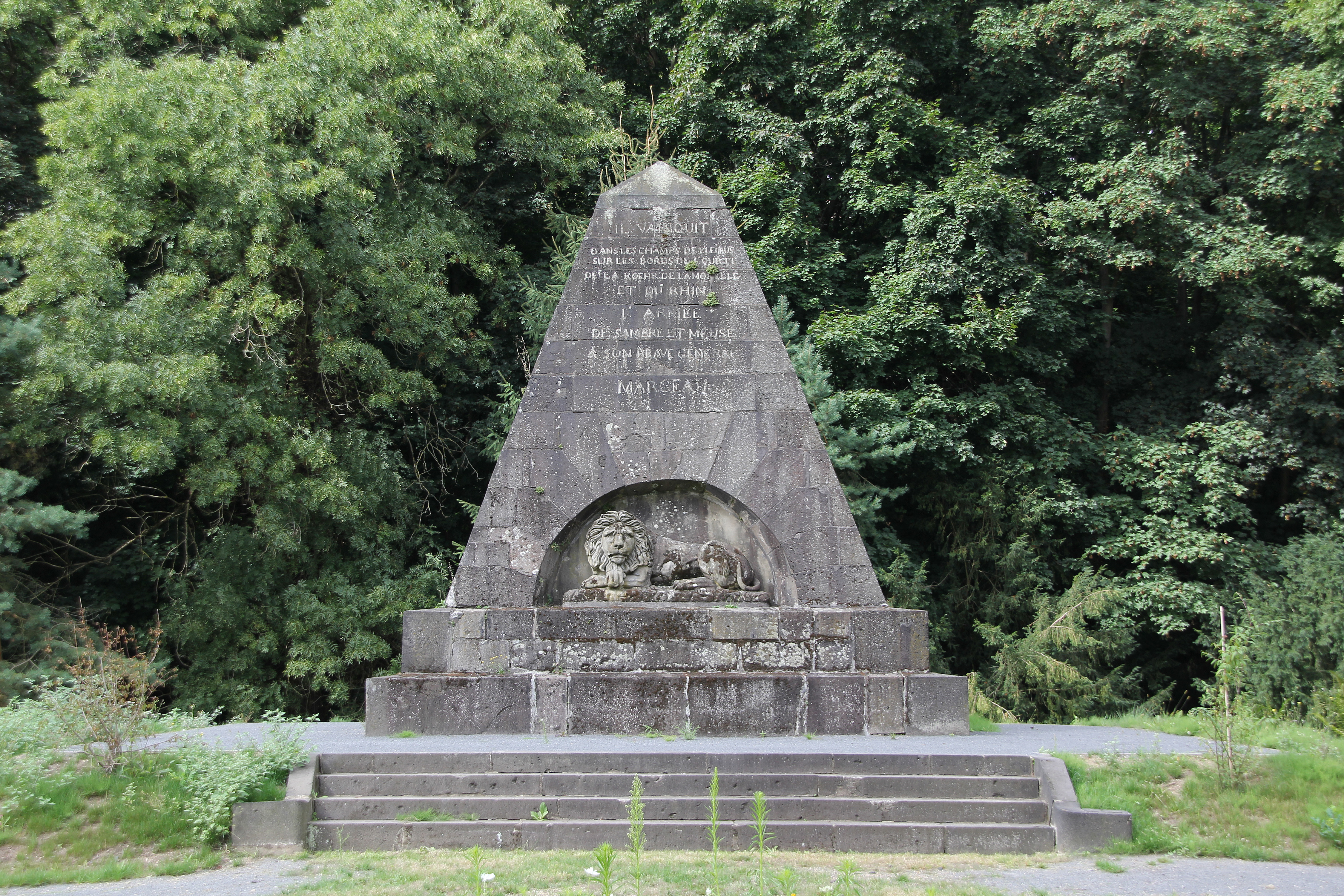
Monument à Marceau, cimetière militaire français de Coblence.

## Hommages

### Hommages de la ville de Chartres
- Le 1er vendémiaire an X (23 septembre 1801), cinq ans après sa mort, la colonne Marceau, un obélisque en pierre, est érigée en hommage sur une place de sa ville natale de Chartres, qui est rebaptisée de son nom,  Inscrit MH (2017)[5] ;
- En 1851, un monument en bronze en sa mémoire est réalisé par Auguste Préault pour orner la place des Épars à Chartres,  Inscrit MH (2017)[6] ;

- En 1893, le nouveau lycée de Chartres inauguré rue Saint-Michel en 1887, prend par décret en date du 19 juillet le nom de lycée Marceau,  Inscrit MH (1979, 2000)[7],[8] ;
- Une des rues rejoignant la place Marceau porte également son nom, Marceau y étant né au no 20 ;
- En 2013, à la demande du maire, il a été réalisé une fresque murale représentant une scène de tournage, dont l'acteur principal n'est autre que Marceau. Elle se situe à la croisée des rues de-Lattre-de-Tassigny et de la Volaille[9].

Hommages de la Ville de Chartres
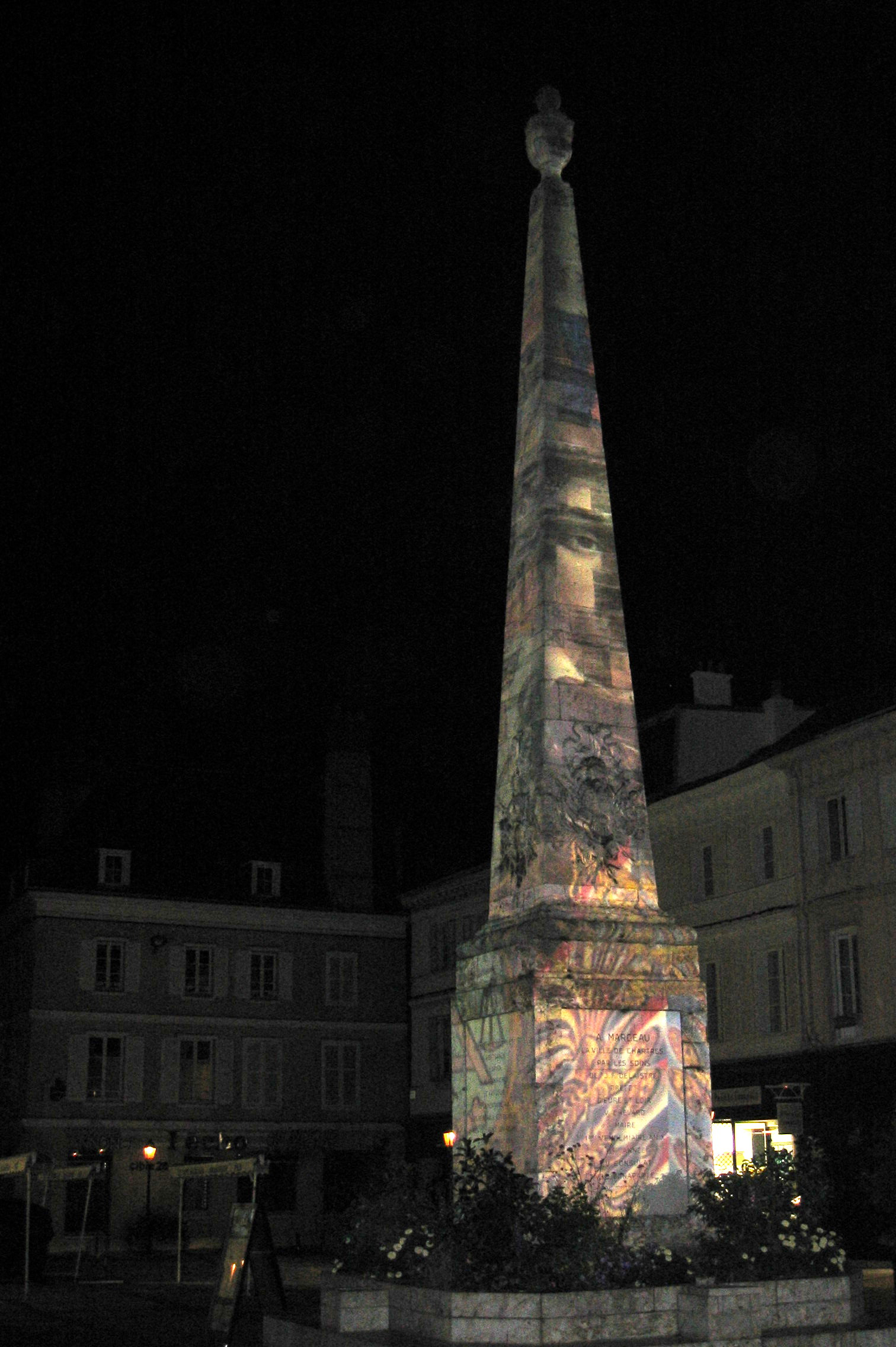
Colonne Marceau, 1801, place Marceau.
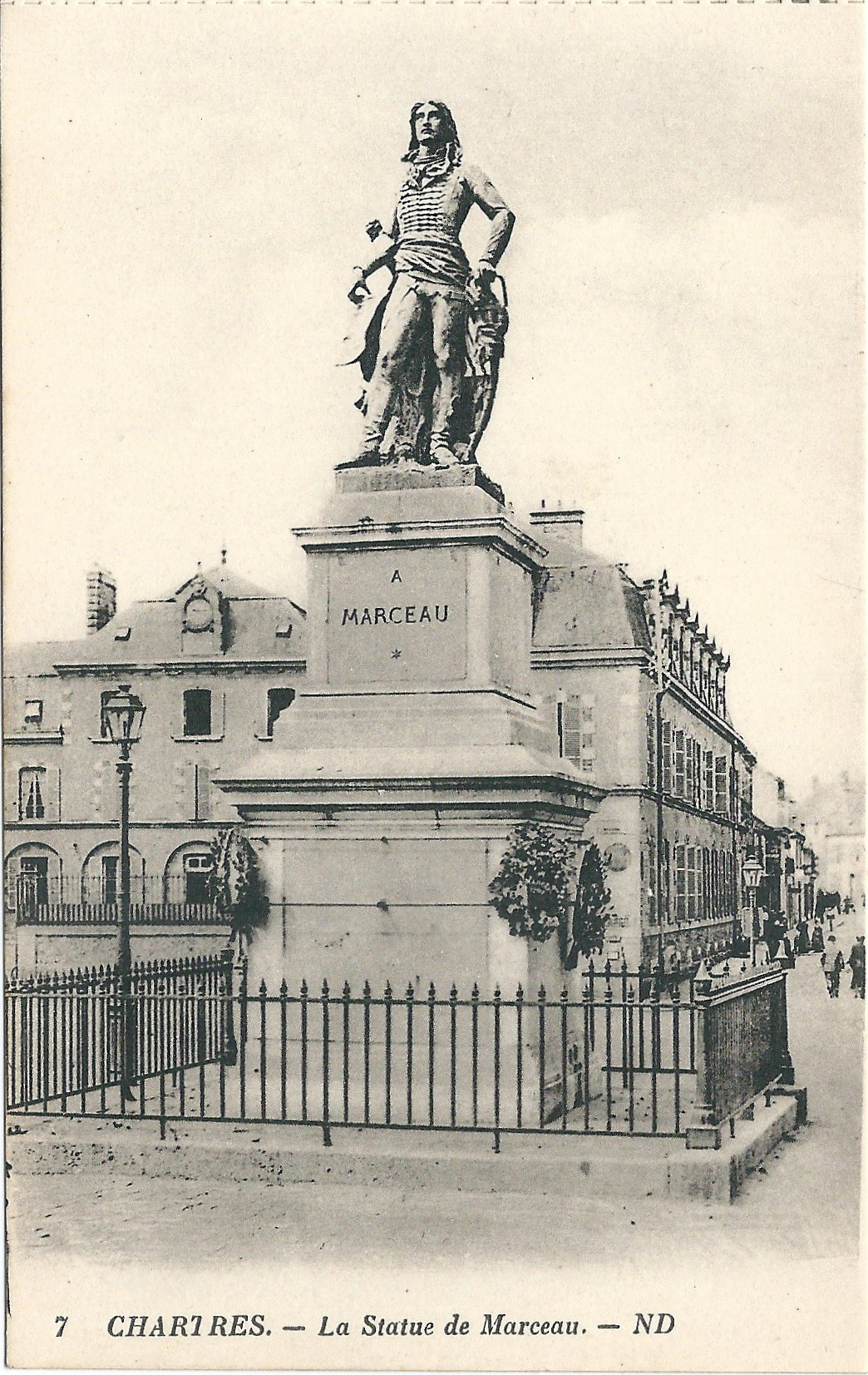
Monument d'Auguste Préault, 1851.
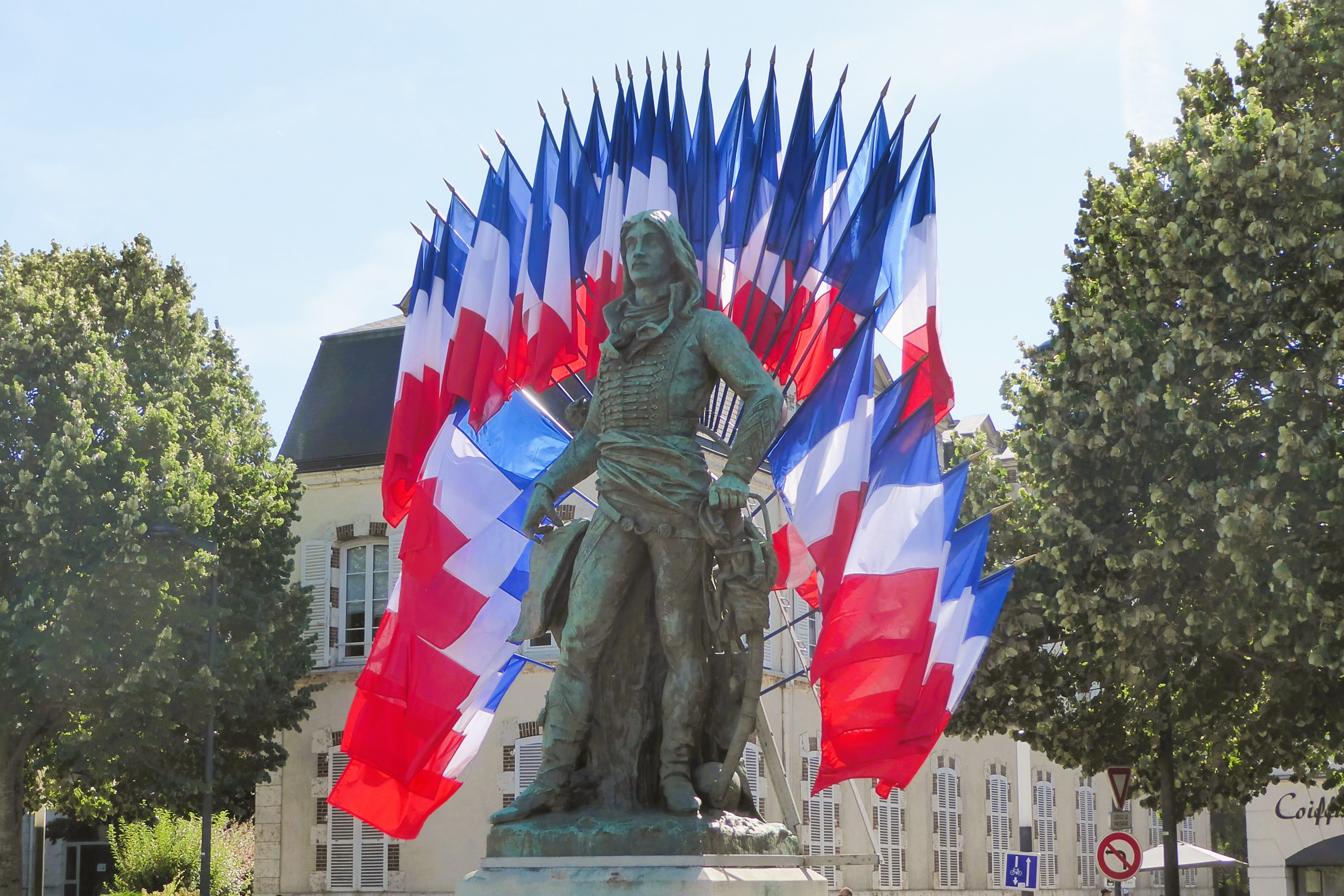
Monument à Marceau lors du défilé du 14 juillet 2022.
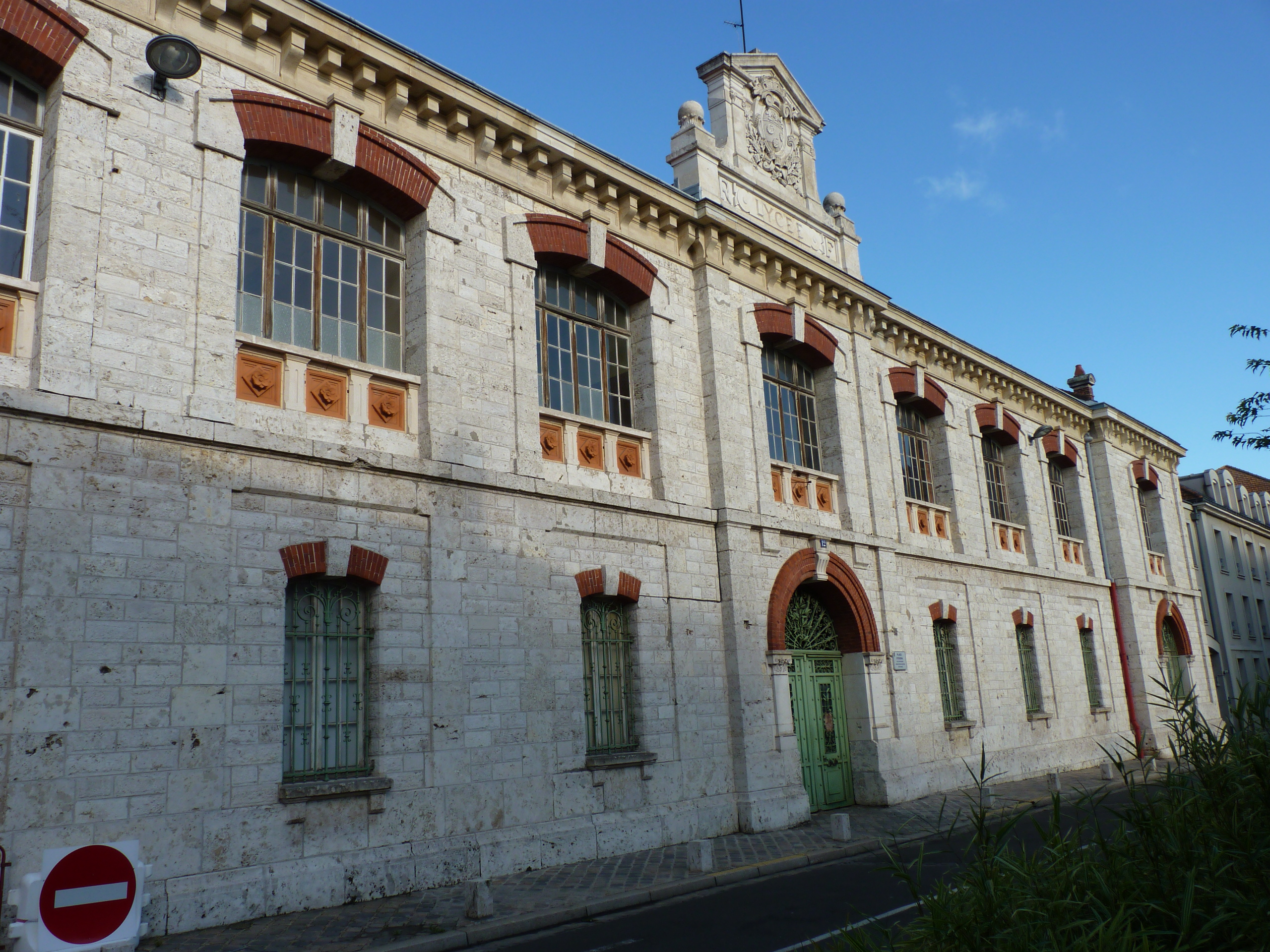
Lycée Marceau, rue Saint-Michel.
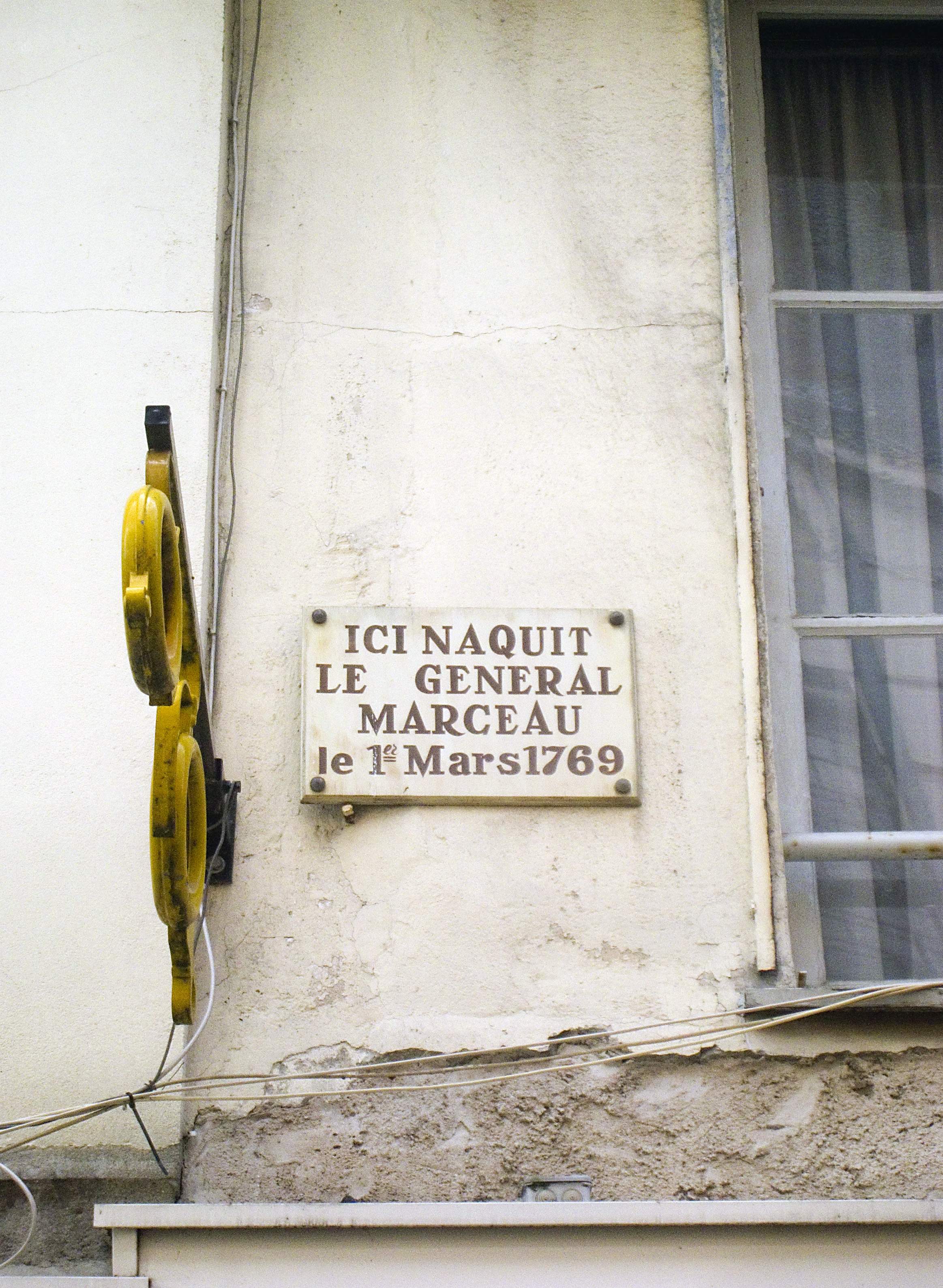
Plaque rue Marceau, n° 20.

### Hommages nationaux
- L’un des deux grands bas-relief en pierre de l’arc de triomphe de l'Étoile, sculpté par Henri Lemaire en 1833, représente les honneurs rendus au général Marceau lors de ses funérailles à Altenkirchen.
- Une statue en pierre de Marceau, réalisée par Gabriel-Jules Thomas, orne une des niches du rez-de-chaussée de la façade du pavillon de Rohan du palais du Louvre à Paris. Le modèle en plâtre est conservé au musée des Beaux-Arts de Chartres.
- Sa statue équestre en bronze, œuvre d'Auguste Clésinger (1882), Thiébaut Frères fondeurs, est érigée au milieu de la cour d'honneur des écoles militaires de Saint-Cyr Coëtquidan.
- Ses cendres ont été inhumées à la fois au Panthéon de Paris, aux Invalides et sous sa statue place des Épars, à Chartres. Son cercueil fut transféré au Panthéon de Paris le 4 août 1889, lors des cérémonies du centenaire de la Révolution française. À noter, Marceau est la plus jeune personne reposant au Panthéon[10].
- En mars 1969, un timbre français « Général Marceau 0,50 + 0,10 » fête le bicentenaire de sa naissance.
- Dans les 8e et 16e arrondissements de Paris, l'avenue Marceau lui rend hommage.
- Dans le 19e arrondissement de Paris, la villa Marceau lui rend également hommage.
- Au château de Versailles, un buste de Marceau est exposé. Ce plâtre fut commandé par Louis-Philippe en 1835 et moulé sur le modèle de Jacques-Edmé Dumont, en terre cuite, présenté au musée du Louvre en 1801[11].

Hommages nationaux
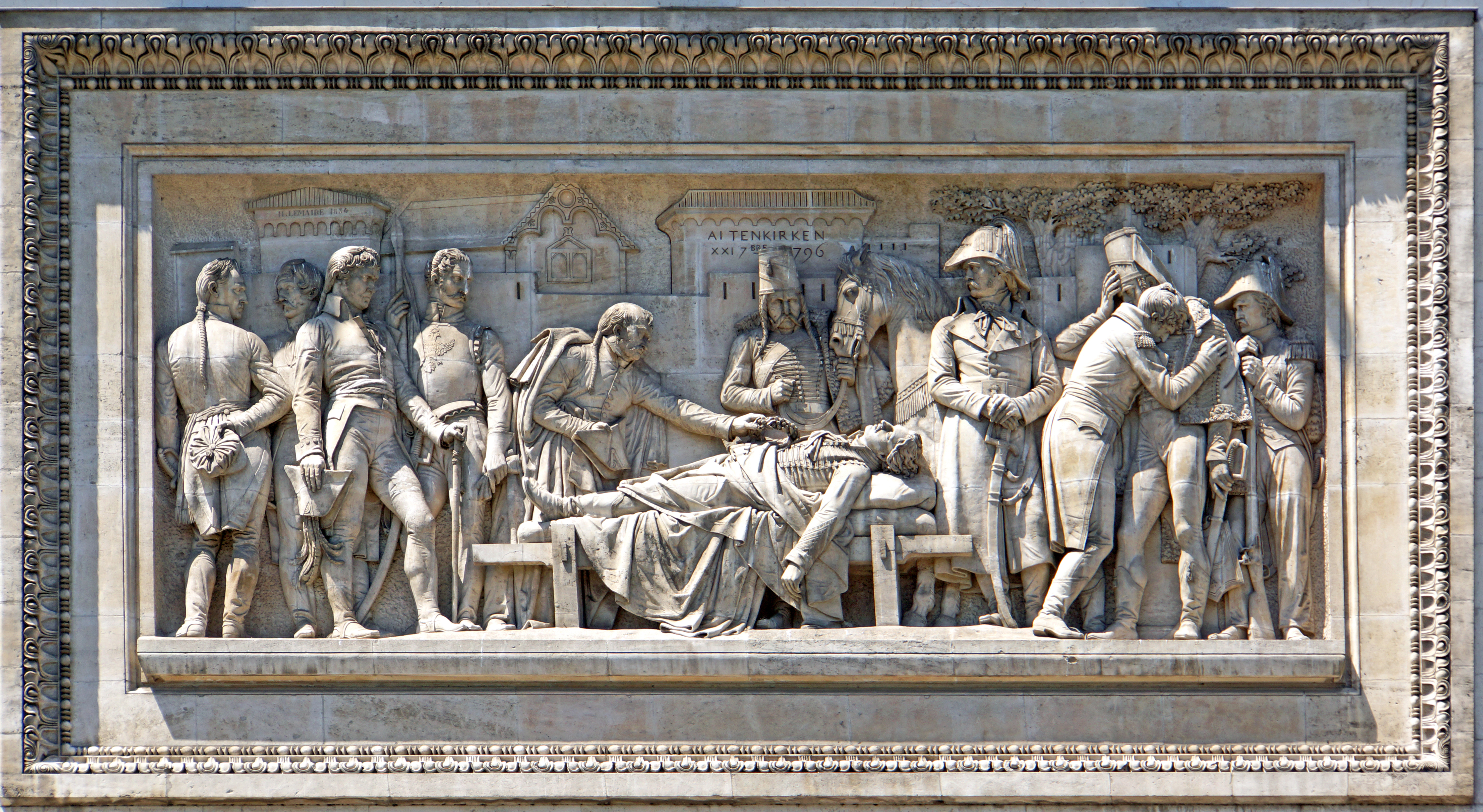
Les Funérailles du général Marceau, Henri Lemaire (1833), arc de triomphe, Paris.
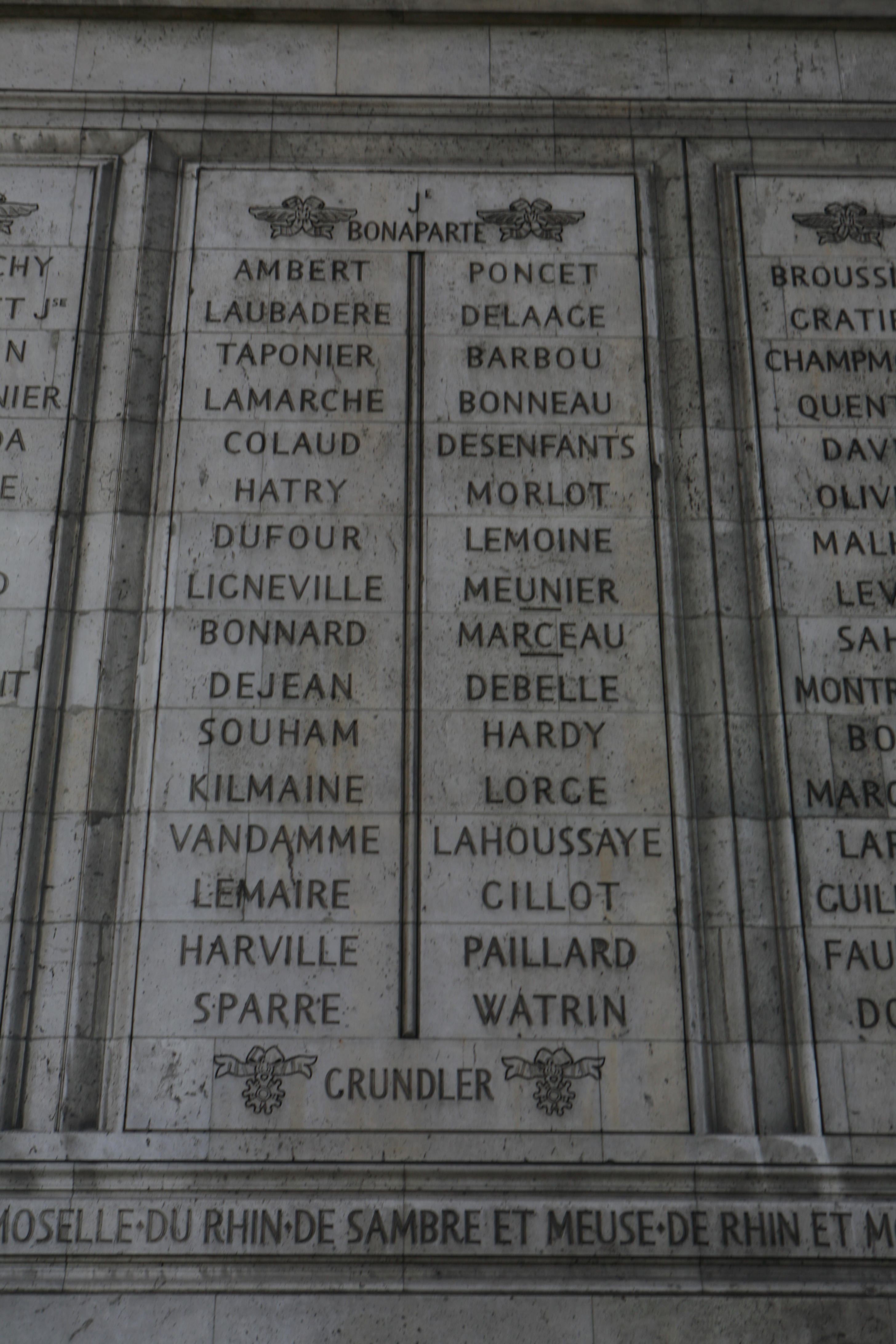
Noms gravés sous l'arc de triomphe : pilier Nord, 5e et 6e colonnes.
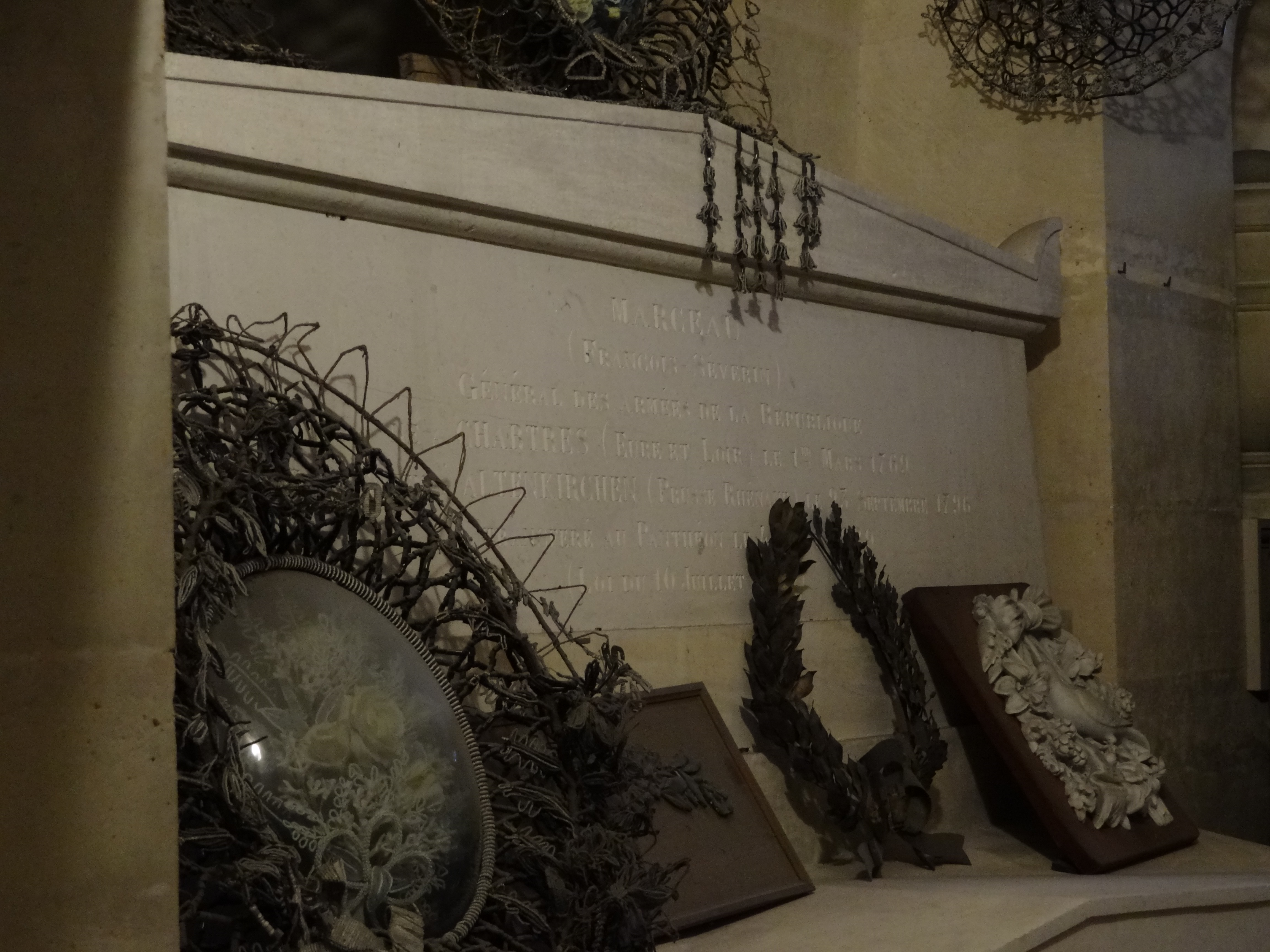
Le tombeau du général Marceau dans le caveau XXIII du Panthéon.
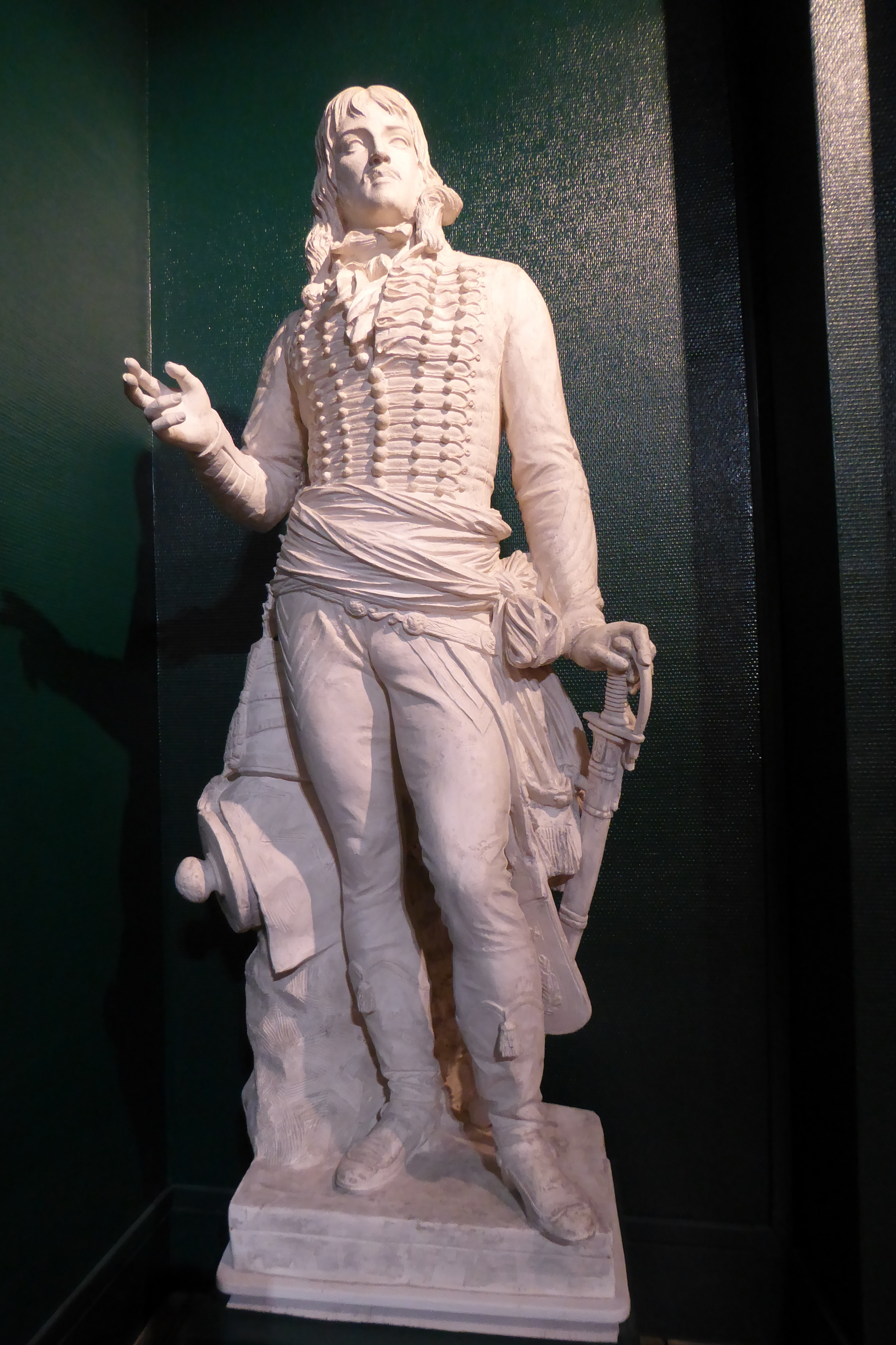
Le Général Marceau, modèle en plâtre, Gabriel-Jules Thomas, musée des Beaux-Arts de Chartres.
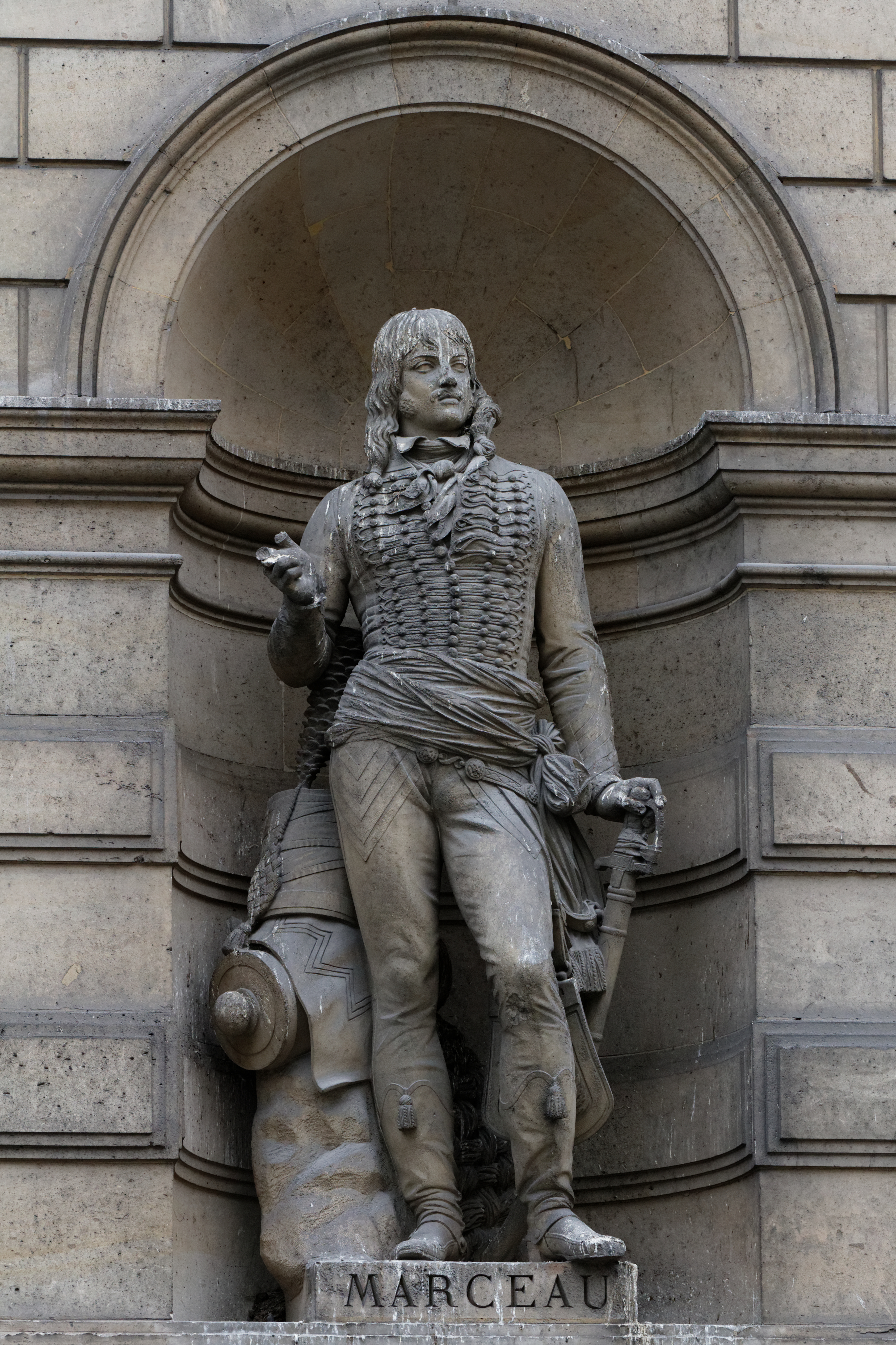
Le Général Marceau Gabriel-Jules Thomas (1854), pavillon de Rohan, palais du Louvre, Paris.

### En musique
- Henri Kling composa en 1884 Le Général Marceau, une marche pour orchestre d'harmonie ou fanfare. Celle-ci fait partie d'une série consacrée également au Général Hoche (1884), au Général Kléber et au Maréchal Masséna (1887). Le compositeur Sven M. Hellinghausen composa également une marche "Général Marceau" à l'occasion des célébrations des 700 ans  de la ville d'Altenkirchen en 2014.
- Un hymne à Marceau a été écrit et composé par Chabriel-Parfait en hommage à celui-ci :

« Mort immortel, honneur à ta mémoire,

Brave Marceau, magnanime guerrier.

Sur ton front pur l'auréole de gloire,

De ses rayons vient dorer ton laurier (bis).

En vain la mort, aux pages de l'histoire,

Ravit trop tôt la splendeur de ton nom.

Écoute la voix du canon (bis).

Gloire au martyr de la victoire (bis). »

— Chabriel-Parfait

### En littérature
- Il inspire à Victor Hugo le personnage de Gauvain dans le roman Quatrevingt-treize. Pour preuve, ils possèdent de nombreux traits de caractères communs comme la magnanimité et un début d'histoire similaire[13]. En témoigne cette citation : « La révolution, à côté des jeunes figures gigantesques, telles que Danton, Saint-Just, et Robespierre, a les jeunes figures idéales, comme Hoche et Marceau. Gauvain était une de ces figures »[14]. L'Homme océan lui a également dédié un vers « Hoche sur l'Adige, Marceau sur le Rhin » dans son poème « À l'obéissance passive » (I) dans Les Châtiments. Ce qui inspira le mime Marceau pour son nom de scène[15].
- Il est le personnage principal d'un court roman d'Alexandre Dumas, La Rose rouge  (1831).
- Un passage du Le Pèlerinage de Childe Harold de Byron lui rend hommage :

Version originale :

« By Coblentz, on a rise of gentle ground,

There is a small and simple pyramid,

Crowning the summit of the verdant mound;

Beneath its base are heroes’ ashes hid,

Our enemy’s—but let not that forbid

Honour to Marceau!1 o’er whose early tomb

Tears, big tears, gush’d from the rough soldier’s lid,

Lamenting and yet envying such a doom,

Falling for France, whose rights he battled to resume.

Brief, brave, and glorious was his young career,—

His mourners were two hosts, his friends and foes;

And fitly may the stranger lingering here

Pray for his gallant spirit’s bright repose;

For he was Freedom’s champion, one of those,

The few in number, who had not o’erstept

The charter to chastise which she bestows

On such as wield her weapons; he had kept

The whiteness of his soul, and thus men o’er him wept. »

— Lord Byron
Version française :

« Près de Coblentz, sur un coteau en pente douce,

Est une pyramide petite et simple,

Qui couronne le sommet de la colline verdoyante.

À sa base sont les cendres d’un héros,

Notre ennemi ; mais que cela ne nous détourne pas d’honorer Marceau !

Sur sa jeune tombe, plus d’un rude soldat versa des larmes, de grosses larmes,

Déplorant et enviant aussi un semblable trépas ;

Il est tombé pour la France, en combattant pour reconquérir ses droits.

Courte, brave et glorieuse fut sa jeune carrière.

Ses pleureurs furent deux armées, ses amis et ses ennemis ;

Et tout étranger qui, aujourd’hui, s’arrête en ce lieu

Doit prier pour le repos serein de son âme chevaleresque.

C’est qu’il a été le champion de la liberté, et l’un de ceux-là,

Peu nombreux, qui n’ont jamais outre-passé

La mission du châtiment qu’elle impose

À ceux qui portent son glaive,

A préservé la blancheur de son âme, et pour cela les hommes ont pleuré sur lui. »

### Hommages en France au travers des rues
A Cholet, capitale de la Vendée militaire, le nom de Marceau fut donné pendant le Premier Empire à une partie de la rue Nationale d'aujourd'hui, située entre la rue du Devau et la rue Jean Jaurès (dite alors de l'Echelle). En 1816 elle est prolongée jusqu'à la place de la Grande Casse (devenue Créac'h-Ferrari). Puis, en 1889 on nomme rue Marceau la nouvelle voie ouverte entre les rues Pasteur et de l’Échelle. Pour éviter toute confusion avec le mime Marceau, vers 1970 elle est rebaptisée, rue François Séverin Marceau. À l'origine de cette nouvelle rue, presque à ses deux extrémités, deux corps de bâtiments d'écoles primaires publiques, l'une de garçons, l'autre de filles et maternelle, portent le nom du général sur cette voie. De nombreuses villes possèdent une rue à son nom, dont, Bordeaux, Bram, Issy-les-Moulineaux, Lyon,  Montluçon, Montpellier, Nantes, Narbonne, Nice, Rennes, Rivesaltes, Toulouse ou Tours.

### Hommages divers
Au Logis de la Chabotterie, en Vendée, le musée possédait jusqu'en 1993 un automate à l'effigie de Marceau.
Le nom ou prénom Marceau est encore donné aujourd'hui. D'autres hommages, plus mineurs, lui sont rendus, comme une fève, des figurines en diverses matières, etc.
Le poème de Byron a inspiré la peinture "La Pierre Brillante de l'Honneur (Ehrenbreitstein) et la Tombe de Marceau" à Turner.
Il fut au programme d'histoire pour les cours moyens, sous la troisième république. En témoigne, le manuel " Cours moyen. Histoire élémentaire de la France, répondant aux programmes du certificat d'études primaires" de Ducoudray.